# Équipe cycliste Alléluia
Le fabricant de bicyclettes « Alléluia » , créé en 1902, sponsorise individuellement des coureurs, puis une équipe cycliste française, de cyclisme professionnel sur route, maillot écossais vert, avec la cloche, le logo des « Alléluia ». La marque est active dans le sport entre 1914 et 1955.

## Histoire
En 1930, Alléluia s'associe à « Elvish ».

## Principaux résultats

### Compétitions internationales
- GP Wolber 1927 par équipe[1] 
(Pierre Magne, Antonin Magne, Marius Gallottini, Julien Moineau, André Devauchelle, Andrè Canet, Arsène Alancourt)

### Classiques
- Paris-Saint-Quentin 1926 (Antonin Magne)
- Paris-Limoges 1927 et 1929 (Antonin Magne), 1930 (Julien Moineau)
- Paris-Contres 1927 (Arsène Alancourt)
- Circuit de Paris 1928 (Jean Bidot)
- Tour de Corrèze 1929 Pierre Magne
- Critérium des As 1930 (Camille Foucaux)
- Paris-Brest-Paris 1931 (Hubert Opperman)
- Critérium national 1932 (Léon Le Calvez)

### Bilan sur les grands tours
- Tour de France
  - Victoires d'étapes
    - 14e étape du Tour de France 1927 : Antonin Magne[2]
    - 5e étape du Tour de France 1928 : Marcel Bidot
    - 13e et 21e étapes du Tour de France 1928 : Antonin Magne
    - 14e étape du Tour de France 1928 : Julien Moineau
    - 15e étape du Tour de France 1928 : Pierre Magne
    - 8e étape du Tour de France 1929 : Julien Moineau
    - (12e étape du Tour de France 1930 : Antonin Magne[note 1])

### Championnats nationaux
- Champion de France de cyclo-cross 1930, 1932 (Camille Foucaux)

## Effectifs

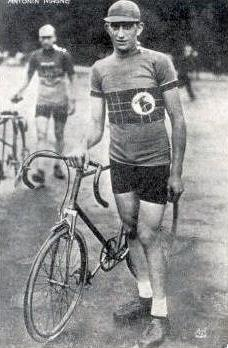
Antonin Magne, avec le maillot Alléluia

- 1914
  - Henri Lignon
- 1923
  - Paul Duboc
  - Telmo García
- 1924
  - Telmo García
- 1926
  - Antonin Magne[3]
- 1927
  - Arsène Alancourt
  - André Devauchelle
  - Marius Gallottini
  - Antonin Magne
  - Pierre Magne
  - Julien Moineau
- 1928
  - Arsène Alancourt
  - Jean Bidot
  - Marcel Bidot
  - Marius Gallottini
  - André Godinat
  - Marcel Huot
  - Antonin Magne
  - Pierre Magne
  - Julien Moineau
- 1929
  - Antonin Magne
  - Pierre Magne
  - Julien Moineau
- 1930
  - Camille Foucaux
  - Antonin Magne
  - Pierre Magne
  - Jules Merviel
  - Julien Moineau
- 1931
  - Camille Foucaux
  - Léon Le Calvez
  - Antonin Magne
  - Gabriel Marcillac[4]
  - Julien Moineau
  - Hubert Opperman
- 1932
  - Camille Foucaux
  - Léon Le Calvez
  - Raymond Louviot
  - Francis Pélissier